# 什泰里夫卡
48°19′6″N 38°56′45″E / 48.31833°N 38.94583°E

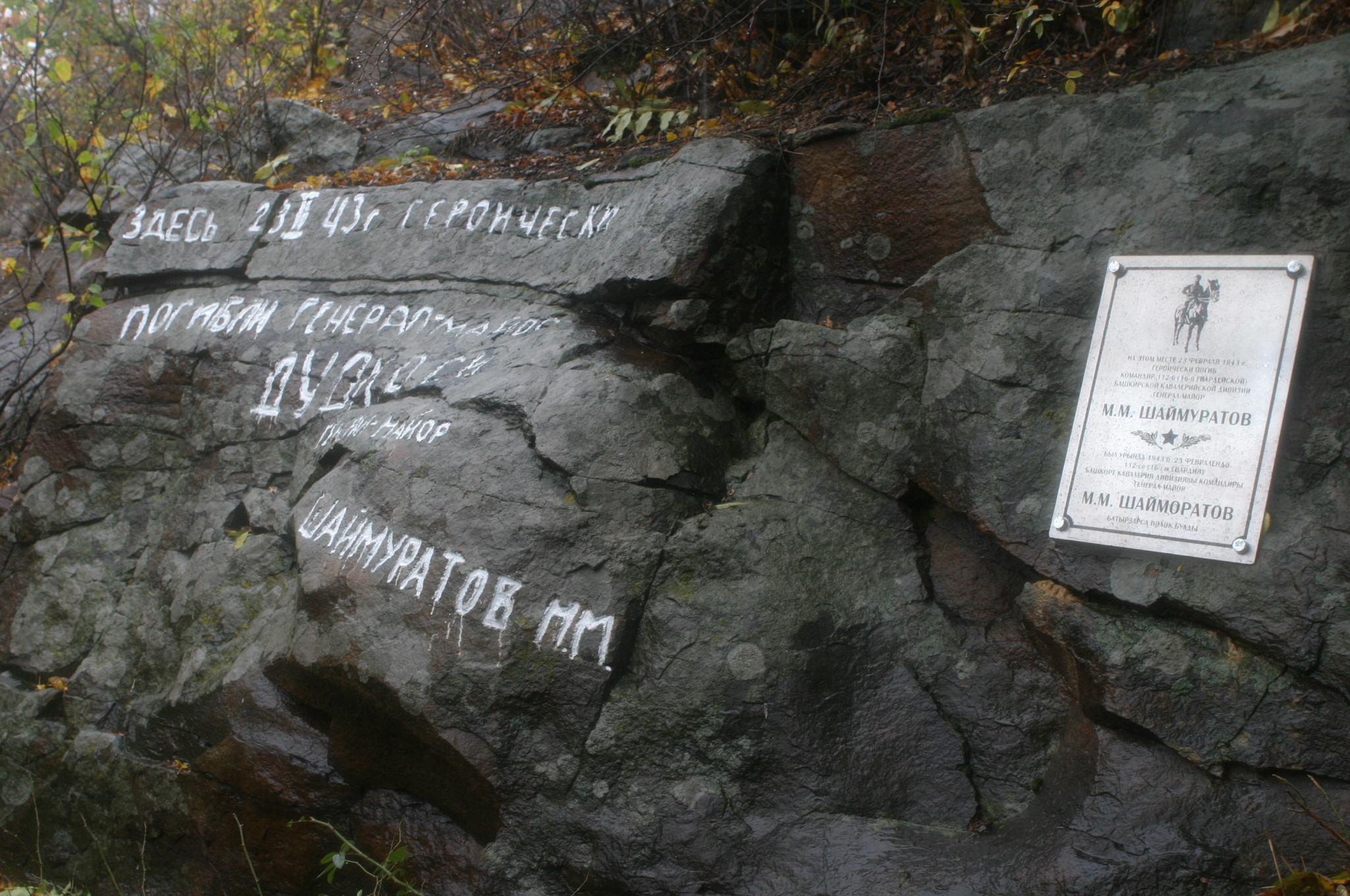
纪念牌

什泰里夫卡（烏克蘭語：Штерівка）是位於烏克蘭東部的市級鎮，由盧甘斯克州羅韋尼基區的赫魯斯塔利內市鎮負責管轄。該鎮始建於1723年，面積5.32平方公里，2013年人口1,273，人口密度每平方公里239.29人。